# Pimenta (Minas Gerais)
Pimenta é um município brasileiro do estado de Minas Gerais. Localiza-se a uma latitude 20º29'02" sul e a uma longitude 45º47'56" oeste, estando a uma altitude de 776 metros. Sua população recenseada em 2022 era de 8 563 habitantes.

## Turismo
O município faz parte do circuito turístico Grutas e Mar de Minas.